# Mysanthus uleanus
Mysanthus uleanus là một loài thực vật có hoa trong họ Đậu. Loài này được (Harms) G.P.Lewis & A.Delgado miêu tả khoa học đầu tiên.